# プライア
プライア（Praia ポルトガル語発音: [ˈpɾajɐ]）は、カーボベルデの首都。同国を構成する南北2つの諸島のうち、南部のソタヴェント諸島にあるサンティアゴ島に位置する。プライアとはポルトガル語およびカーボベルデ・クレオール語で「砂浜」や「海辺」の意味。
カーボベルデの総人口の1/4に相当する約14万人の人口を持ち、都市規模は国内で最大。首都ということもあって同国の政治・経済の中心地として機能しており、サンティアゴ島の南東岸に位置することから港湾都市でもある。
市の中心部（中心業務地区）は「高台」を意味するPlateauと呼ばれるが、これは文字通り中心部が台地上にあることに由来する。

## 歴史
1615年、サンティアゴ島南東部の小さな高台（現在、Plateauと呼ばれる区域）に、ポルトガル人入植者によってプライア・デ・サンタマリアという名の町が建設された。これが現在のプライアの始まりである。この高台が町建設の場として選ばれたのは、海岸沿いに位置し、船舶にとって好条件が揃った良港になりうるためである。
町の建設当時、ポルトガル領カーボベルデの中心都市はプライアから15km離れたリベイラ・グランデ（現在のシダーデ・ヴェーリャ）であり、プライアは小さな密輸港に過ぎなかった。しかしリベイラ・グランデは、イギリスのフランシス・ドレークをはじめ多くの海賊や外国の脅威にさらされ、次第に荒廃。リベイラ・グランデの人々は次々と近郊のプライアへと居を移し、1770年にはプライアがポルトガル領カーボベルデの新たな中心地となった。1858年には町から市へと昇格している。
カーボベルデが1975年に独立すると、プライアはその首都となり、現在に至るまで引き続き国家の中枢としての地位を保っている。

## 気候
熱帯性の気候を持ち、年間を通じて気温が高く、平均気温は20℃以上である。一方、降水量は年間150mmから300mmと少なく、慢性的な水不足に苦しむ。数少ない降雨は雨季である8月から10月の間に集中している。
ケッペンの気候区分では砂漠気候（BWh）に属する。
| プライアの気候                                                        | プライアの気候 | プライアの気候 | プライアの気候 | プライアの気候 | プライアの気候 | プライアの気候 | プライアの気候 | プライアの気候 | プライアの気候 | プライアの気候 | プライアの気候 | プライアの気候 | プライアの気候 |
| 月                                                                    | 1月            | 2月            | 3月            | 4月            | 5月            | 6月            | 7月            | 8月            | 9月            | 10月           | 11月           | 12月           | 年             |
| --------------------------------------------------------------------- | -------------- | -------------- | -------------- | -------------- | -------------- | -------------- | -------------- | -------------- | -------------- | -------------- | -------------- | -------------- | -------------- |
| 最高気温記録 °C （°F）                                                | 31.9 (89.4)    | 33.1 (91.6)    | 34.2 (93.6)    | 33.4 (92.1)    | 33.3 (91.9)    | 34.1 (93.4)    | 32.5 (90.5)    | 33.1 (91.6)    | 36.2 (97.2)    | 34.8 (94.6)    | 33.0 (91.4)    | 31.0 (87.8)    | 36.2 (97.2)    |
| 平均最高気温 °C （°F）                                                | 26.5 (79.7)    | 27.0 (80.6)    | 28.1 (82.6)    | 28.2 (82.8)    | 28.9 (84)      | 29.6 (85.3)    | 29.6 (85.3)    | 30.4 (86.7)    | 30.9 (87.6)    | 31.0 (87.8)    | 29.7 (85.5)    | 27.7 (81.9)    | 29.0 (84.2)    |
| 日平均気温 °C （°F）                                                  | 22.9 (73.2)    | 22.9 (73.2)    | 23.6 (74.5)    | 23.9 (75)      | 24.7 (76.5)    | 25.5 (77.9)    | 26.1 (79)      | 27.1 (80.8)    | 27.4 (81.3)    | 27.2 (81)      | 26.1 (79)      | 24.1 (75.4)    | 25.1 (77.2)    |
| 平均最低気温 °C （°F）                                                | 19.3 (66.7)    | 19.2 (66.6)    | 19.5 (67.1)    | 19.9 (67.8)    | 20.7 (69.3)    | 21.6 (70.9)    | 22.7 (72.9)    | 23.9 (75)      | 24.2 (75.6)    | 23.6 (74.5)    | 22.5 (72.5)    | 20.8 (69.4)    | 21.5 (70.7)    |
| 最低気温記録 °C （°F）                                                | 16.9 (62.4)    | 16.2 (61.2)    | 16.5 (61.7)    | 17.0 (62.6)    | 18.8 (65.8)    | 19.2 (66.6)    | 20.3 (68.5)    | 20.6 (69.1)    | 19.6 (67.3)    | 19.6 (67.3)    | 19.5 (67.1)    | 17.3 (63.1)    | 16.2 (61.2)    |
| 降水量 mm （inch）                                                    | 3.1 (0.122)    | 0.6 (0.024)    | 0.3 (0.012)    | 0.0 (0)        | 0.5 (0.02)     | 0.0 (0)        | 8.0 (0.315)    | 60.4 (2.378)   | 60.9 (2.398)   | 31.0 (1.22)    | 2.7 (0.106)    | 5.0 (0.197)    | 172.5 (6.792)  |
| 平均降水日数 （≥0.1 mm）                                              | 1              | 0              | 0              | 0              | 0              | 0              | 2              | 7              | 7              | 4              | 2              | 1              | 24             |
| % 湿度                                                                | 65.7           | 63.3           | 62.6           | 64.5           | 65.2           | 68.5           | 73.3           | 76.0           | 76.8           | 72.9           | 69.8           | 70.1           | 69.1           |
| 平均月間日照時間                                                      | 223.2          | 234.5          | 279.0          | 285.0          | 306.9          | 279.0          | 217.0          | 201.5          | 216.0          | 244.9          | 234.0          | 204.6          | 2,925.6        |
| 平均日照時間                                                          | 7.2            | 8.3            | 9.0            | 9.5            | 9.9            | 9.3            | 7.0            | 6.5            | 7.2            | 7.9            | 7.8            | 6.6            | 8.0            |
| 出典1：Instituto Nacional de Meteorologia e Geofísica                 |                |                |                |                |                |                |                |                |                |                |                |                |                |
| 出典2：Deutscher Wetterdienst (extremes, precipitation days, and sun) |                |                |                |                |                |                |                |                |                |                |                |                |                |

## 人口
ポルトガル領時代のプライアの市域は、厳密には高台だけに限定されており、現在の市域にまで拡大したのは1975年のカーボベルデ独立以降のことである。
独立後、国内の各島から相次いで人口が流入し、1975年からの33年間の間に、市の人口は4倍に膨れ上がった。人口の集中と過密状態は、インフラの整備と拡充などの課題も生み出している。

## 経済・交通

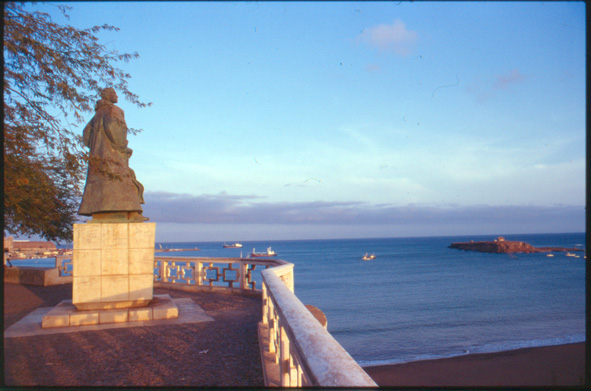
プライアの砂浜

カーボベルデの主要産業は観光業であり、プライアでもビーチリゾートの開発が進んでいる。またサン・ヴィセンテ島のミンデロと並ぶ国内の主要港湾都市でもあることから、魚介類およびコーヒー、サトウキビ、トロピカルフルーツといった農産物の輸出、消費財や工業製品、食料品、飲料水などの輸入、そしてそれに伴う貿易上の商取引は重要な産業である。
長らく市の東側のフランシスコ・メンデス国際空港がプライアの玄関口となっていたが、同空港は2005年に閉鎖され、北東側に新設されたプライア国際空港が取って替わった。カーボベルデのフラッグキャリアであるTACVカーボベルデ航空はプライアに本社を置くほか、プライア国際空港をハブ空港の1つとしている。

## 主な施設

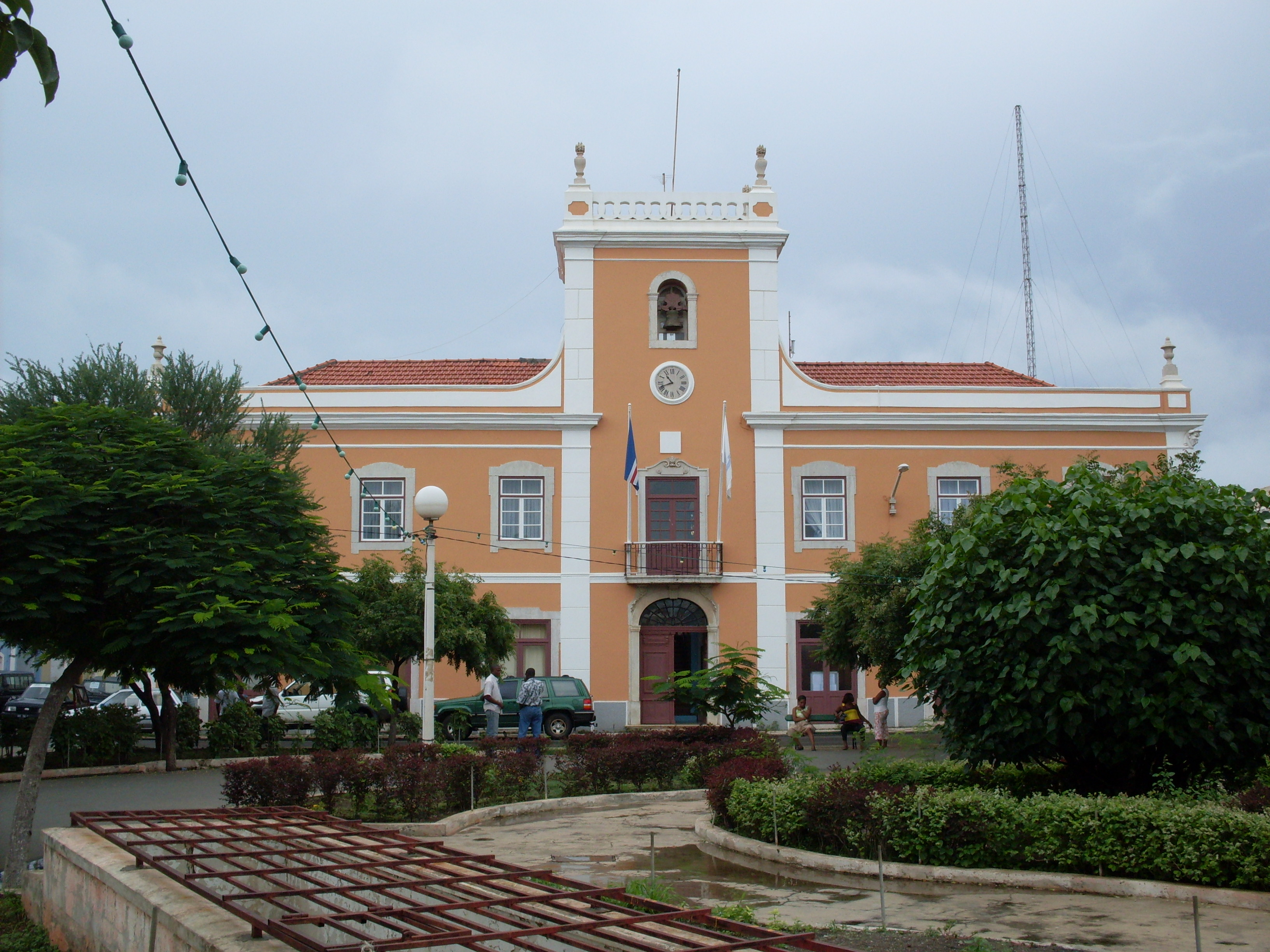
プライア市庁舎

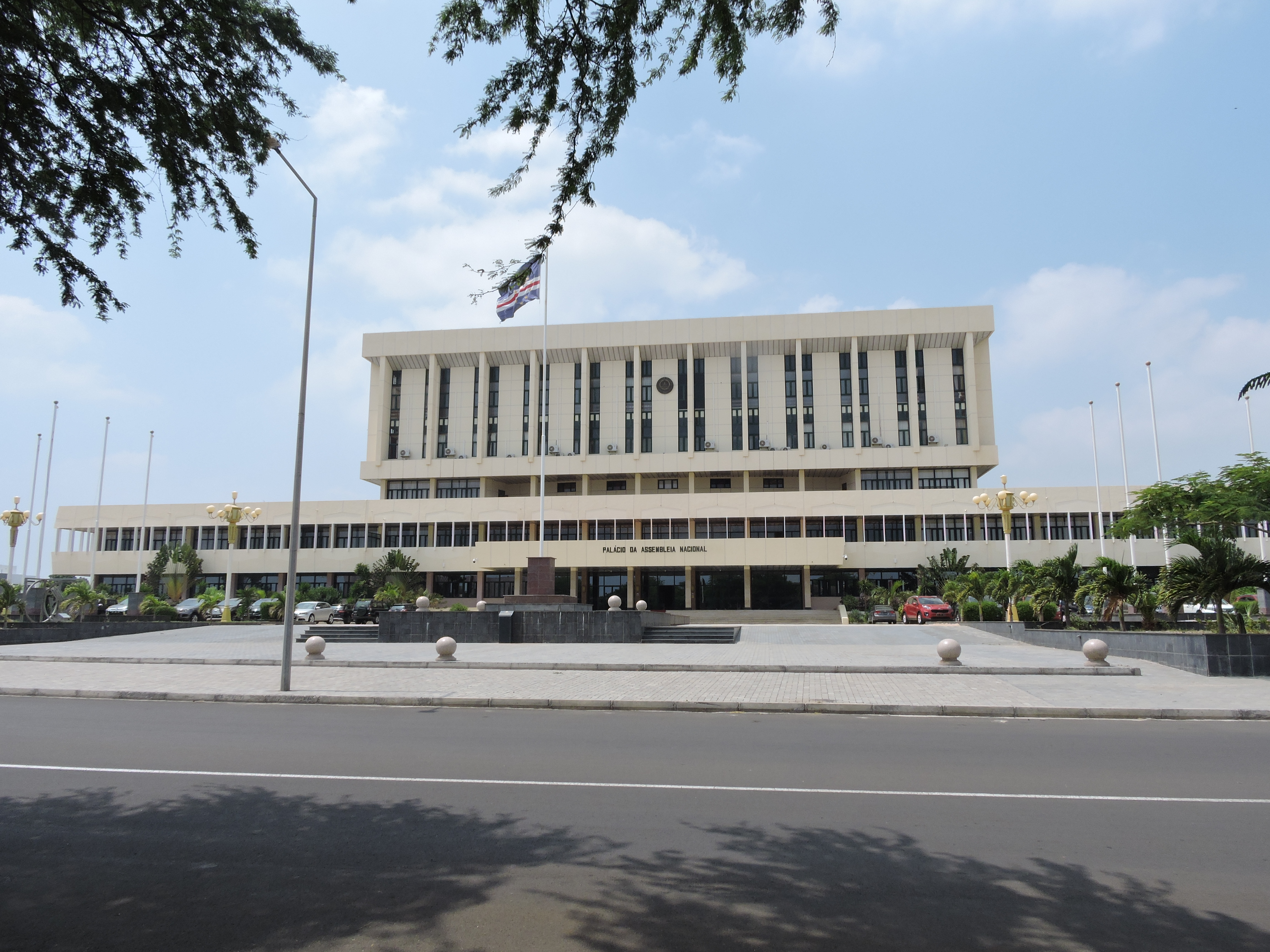
国民議会議事堂

市内にある大統領宮殿は、もとは19世紀にポルトガル人行政官の公邸として建設され、独立後に大統領の居住地とされた歴史ある建造物である。
その他、カーボベルデ政府の中央省庁やプライア市庁舎などの公的機関、国内最高学府であるカーボベルデ大学などの高等教育機関、国立民族学美術館などの文化施設、ノッサ・セニョーラ・ド・ロザリオ教会といった宗教施設、ポルトガル人が1460年にサンティアゴ島を発見したことを記念するモニュメントなどが存在する。
スポーツ施設としては、8000人が収容可能なエスタジオ・ダ・ヴァルゼアが存在し、サッカーカーボベルデ代表がホームスタジアムとするなど、主にサッカーの試合に利用されている。

## 著名な出身者
- アルメーニオ・ヴィエイラ - 文学者。カモンイス賞受賞。
- ルイス・カルロス・アルメイダ・ダ・クーニャ (通称 : ナニ) - サッカー選手。サッカーポルトガル代表。
- ジェルソン・フェルナンデス - サッカー選手。サッカースイス代表。

## 姉妹都市
- ボストン、アメリカ合衆国[6]
- ファロ、ポルトガル[7]
- フィゲイラ・ダ・フォス、ポルトガル[8]
- フンシャル、ポルトガル[9]
- ゴンドマール、ポルトガル[10]
- 済南市、中華人民共和国[11]
- リスボン、ポルトガル[12]
- マカオ、中華人民共和国[13]
- ポンタ・デルガダ、ポルトガル[14]
- プロビデンス、アメリカ合衆国[15]